# Oxytropis wrangelii
Oxytropis wrangelii är en ärtväxtart som beskrevs av Boris Alexandrovich Jurtzev. Oxytropis wrangelii ingår i släktet klovedlar, och familjen ärtväxter. Inga underarter finns listade i Catalogue of Life.